# ニューヨークニューヨーク
『ニューヨークニューヨーク』（NEW YORK NEW YORK）は、1980年にシグマ商事（後のシグマ株式会社）が開発したアーケードゲームである。

## 概要
縦画面の固定シューティングゲームで、『スペースインベーダー』（1978年、隊列へのヒット・アンド・アウェイ）と『ギャラクシアン』（1979年、滑らかな飛行）を掛け合わせたような設計である。根幹は、後年発売された『ギャラガ』（1981年）の「チャレンジングステージ」が近い。展開は、それと比較すると穏やかである。
音声合成チップを搭載しており、特定のキャラクターが喋る。
背景にニューヨークの象徴として、自由の女神像・高層ビル群が描かれている。
複数のランダム要素が絡み、ゲーム進行が毎回変わる。しかし、完全なランダムではないので、慣れれば傾向を把握できる。
表示キャラクターが増加すると、処理落ちが著しい。

## ゲーム内容
タイトル画面での指令は、「YOU MUST SAVE NEW YORK FROM UFO」。
ニューヨーク上空に次々と飛来・離脱する敵（UFO軍団・UFO守護神・文字UFO）を砲台で迎撃し、スコアを稼ぐ。
標準設定においてゲーム開始時、砲台は3門与えられる。スコアが5000点に到達すると、ストックが1門追加される。敵が発射する爆弾に当たる、もしくは敵の体当たりでミスとなり、ストックを1門失う。ストック0の状態でミスするとゲームオーバー。
1面につきUFO軍団の編隊をノーミスで2回全滅させ、その後出現する文字UFOを破壊すると次の面へ進む。ミスすると、面の最初からやり直しとなる。1編隊目全滅→2編隊目でミス→再度、1編隊目全滅→2編隊目でミス……を繰り返すと、いつまで経っても文字UFOは出現しない。
途中出現するUFO守護神を破壊すると、通常10点単位の得点水準に対し1000点単位の大量点を獲得できる。ゲーム開始直後の1面で、5000点を超えることも可能。
面の表記は「P-」と2桁の数値で、画面左下に表示。インストラクションカードには、「パターン」と表記されている。
画面右下に「C-」と2桁の数値で、投入クレジット数を表示。
最小得点は10、スコア表示は5桁。スコアランキングは50位まで記録されるが、ネームエントリー無し。1 - 5位はデモ画面で確認できる。6 - 50位はゲームオーバー時のみ表示される。
ゲームを開始すると、単一のBGMが延々と流れる。ゲームオーバー時、BGMにノイズのようなジングルが重なり、スコアランキングが表示される。

## ゲーム内容詳細

### 砲台
プレイヤーが操作する機体で、白熱電球を赤く塗り潰したような見た目。機体の左右に小翼が2対あり、その端に緑色のビームが前後に伸びている。
以降、「自機」と表記する。
操作系は、左右2方向の移動レバーと弾発射ボタン。上下・斜め方向の移動はできない。
弾は白い凸型で機体の先端から1発ずつ、画面上に間隔を置いて3発撃てる。また、敵弾を相殺できる。敵が画面上に存在しない場合（編隊全滅時・離脱→再飛来の合間など）、弾を撃てない。
当たり判定は見た目通りで、敵および敵弾が接触した時点でミスとなる。

### UFO軍団
スペースインベーダーのUFOに代表される見た目の機体。単色。
画面内を縦横無尽に隊列飛行するが、キャラクターの向きは固定。色と形状にバリエーションがある。各面開始時、色と形状が一対一で組み合わさっているが、途中で色のみ変化することがある。
UFO軍団は1色につき3 - 5機・2 - 5色で編隊を構成し、縦一列に連なって襲ってくる。編隊は飛行音を伴って画面外より飛来、UFO守護神を囲むように円形に周回し、次第に画面外へ離脱する。
以降、飛来→周回→離脱の一連行動をまとめて、「ラウンド」と表記する。
出現位置・周回パターンは半固定のランダム。面ごとに、ある程度の傾向がみられる。編隊を全滅させるまでラウンドを繰り返す。前ラウンドで破壊したUFOがあっても隊列は詰まらず、間隔をおいて出現する。最後尾側のUFOのみを残すと、飛行音が始まってから出現までかなり待たされる。
基本的に1発で破壊できるが、編隊の先頭は2発必要な場合がある（1発目は敵弾と相殺している可能性も考えられる）。
色ごとに得点が異なる。10点刻みで、10点：赤→緑→黄→青→マゼンタ→シアン：60点。これは、デジタルRGBの3ビット値対応そのままである（2進数のb0にR・b1にG・b2にBを割り当てる）。形状ごとに攻撃力が異なる（高得点ほど強い）と思われるが、確証は無し。ゲームを見ただけでは、形状によるものか面ごとの難度設定によるものか判断がつかない。単に、高次面ほど高得点の機体を増やし、見返りを大きくしているだけとも考えられる。
後述する白色UFOを破壊した場合、残りのUFOの色が変わり、得点が10点上昇する（形状はそのまま）。
攻撃は爆弾（黄色い針状弾）のばら撒きによるもので、発射地点から任意の角度を持って自機方向へ飛んでくる。インストラクションカードには体当たりも記載されているが、実機ではUFOの飛行範囲に自機の座標が含まれておらず、接触が発生しない。
編隊を全滅させずラウンドを重ねると、5 - 6ラウンド経過した辺りで弾速が急上昇する。ただし回避可能で、遅延プレイ防止策（ペナルティ）としては弱い。しかし、上がった弾速の前では守護神の破壊はままならず安全地帯も無いので、故意に遅延させてもゲーム進行上のメリットは無い。一度上がった弾速は、その面をクリアするかミスするまで落ちない。従って、1編隊目に時間を掛けるのは得策ではない。
全滅しても、画面上に残った敵弾には当たり判定がある。このとき、前述の通り自機は弾を撃てないので相殺できず、避けるしかない。

#### 白色UFO
各ラウンドにおいて編隊の先頭は出現から一定時間、もしくは自機が弾を一定数発射するまで白色となっており、破壊すると通常より高い点数を得られる。獲得点数はランダム（50・80・以降50点刻みで100 - 400点）で、破壊時に表示される。また、破壊の見返りとして、後続のUFOの色が10点高い方へ変化する。
白色UFOより先に別のUFOを破壊してしまうと、白色状態が終了する。また、編隊先頭でも白色とならない場合があり、そのときは点数も元のままである。

### UFO守護神
太陽のような見た目の赤い物体。ボーナス要素の為、破壊できなくてもゲームは進行する。
1ラウンドにつき、1回だけ出現する。
UFO軍団の編隊が周回を始めると、遅れて周回の中心部に固有の音を伴って出現する。時間経過で守護神が消滅すると、編隊が離脱を開始する。また、出現中に編隊を全滅させた場合、即座に消滅する。音は、出現中鳴り続ける。
守護神自身は、移動も攻撃もしてこない。また、編隊の周回行動から出現位置を予測できる。出現時間は、編隊の周回パターンごとに定まっている。
自機弾に対し、6発分の耐久力がある。1発撃ち込むたび10点が入り、色が赤（出現時）→緑→黄→青→マゼンタ→シアン→白と変化する。7発撃ち込むと大爆発を起こし、画面上の全てのUFOが誘爆する（編隊全滅となる）。このとき、画面上部中央に表示されている黄色の数値がボーナス点としてスコアに加算される。獲得点数は爆発痕に表示される。撃ち込み中に消滅し次ラウンドで再度出現した場合、改めて7発の撃ち込みが必要。
UFOが守護神を囲むように周回・妨害する為、破壊は容易ではない。高次面では出現位置が画面の下寄りとなり、必然的に周回するUFOとの間合いも近くなる為、一層困難となる。プレイヤーは、被弾リスクを承知で点を取りにいくか、安全にクリアを目指すかの選択を迫られる。
出現時・撃ち込み時に、音声合成機能により喋る。内容は「ワオ！」「ウォウオー」「ワオッワオッ」「ブラボー」など。

### 文字UFO
文字UFOはUFO軍団の機体よりも横長で、名前の通り緑色のU・F・Oの各文字で構成されている。
各面ともUFO軍団をノーミスで2回全滅させると、「くるぞ」の表示後に画面外より単機で飛来し円形に周回する。出現位置・周回パターンはランダム。
出現中、星空のスクロール（ギャラクシアンを模したもの）が止まり、自由の女神像が赤く点滅する。
耐久力は設定されておらず、1発で破壊できる。点数はランダム（50点刻みの50 - 500点）。破壊時、獲得点数と一緒に「やられた！」「いてー」「ストライク！」「まだまだ」といったコメントが表示される。音声は無し。
文字UFOも爆弾で攻撃してくる。被弾すると、UFO軍団迎撃からやり直し。画面内を2 - 3周すると離脱し、仕切り直しとなる（UFO軍団同様のラウンド仕様）。4ラウンド目以降は爆弾攻撃に加え、かなり強引に体当たりをしてくる（回避可能）。

### ボーナス点
UFO守護神を破壊したときに獲得できる点数。画面上部中央に、黄色い数値で表示されている。
UFO軍団破壊時に獲得した点数の10倍値が、ボーナスとして積算されていく。守護神への撃ち込み点も対象で、最低でも700点得られるようになっている。白色UFO破壊時の獲得点数についても同様。高次面になると白色UFOは300点以上を返す場合が多く、ボーナスも飛躍的に増える。
ラウンドを跨ぐと積算値は0にリセットされる。従って、守護神の出現時間が長いラウンドを見極め、UFO軍団共々一気に破壊することがスコア上昇の鍵となる。

#### ボーナス加算の不具合
UFO守護神を破壊して大爆発中、画面上に残っているUFOを誘爆でなく自機弾で全滅させるとボーナスが0になる。爆発痕には、デモ画面と同様に「00」と表示される。
これは、プログラムが加算より先に積算値をリセットしている為と推測される。

### 面構成
毎面、UFO軍団の迎撃を繰り返す。コーヒーブレイク・チャレンジングステージのような、息抜きシーン・面は無し。
グラフィックについて、面が進むにつれ出現するUFOの種類（色・形状）が増える。また、星空のスクロール方向が変化する。
難度について、UFOの数・速度と敵弾の量・速度を増加上昇させることで徐々に難しくなる。7面に到達すると、是が非でもゲームを終わらせようとしてくる。
8面も7面同様だが、これを抜けた9 - 10面は1 - 2面の難度に戻る。
10面クリアで1周。11面以降、1面からの繰り返しとなる。

#### 面ごとのUFOの数・色（形状）
2面ごとにUFO軍団の構成が変化する。ここでは便宜的に「レベル」と表現する。
| 面 | レベル | 1編隊の総数 | 色ごとの数（出現順）※1 | 出現色※2                     | 星空が流れる方向 |
| -- | ------ | ----------- | ---------------------- | ---------------------------- | ---------------- |
| 1  | 1      | 10          | 5 , 5                  | 赤 , 緑                      | 上→下            |
| 2  | ↑      | ↑           | ↑                      | ↑                            | 下→上            |
| 3  | 2      | 12          | 4 , 4 , 4              | 赤 , 緑 , 黄                 | 左上→右下        |
| 4  | ↑      | ↑           | ↑                      | ↑                            | 左下→右上        |
| 5  | 3      | 14          | 4 , 4 , 3 , 3          | 赤 , 緑 , 黄 , 青            | 上→下            |
| 6  | ↑      | ↑           | ↑                      | ↑                            | 下→上            |
| 7  | 4      | 16          | 4 , 3 , 3 , 3 , 3      | 赤 , 緑 , 黄 , 青 , マゼンタ | 左上→右下        |
| 8  | ↑      | ↑           | ↑                      | ↑                            | 左下→右上        |
| 9  | 1      | 10          | 5 , 5                  | 赤 , 緑                      | 上→下            |
| 10 | ↑      | ↑           | ↑                      | ↑                            | 下→上            |

※1 色数と機体数が定まっているだけで、色（形状）の順序はランダム。
※2 レベル4にて、白色UFOを破壊するとシアンが出現する。

#### レベル4特有の事柄
レベル4（7 - 8面）に限り、開始時から敵弾が遅延プレイ時のペナルティ同等に高速となり、かつ追尾弾が混ざる。真横には飛ばないので限界はあるが、それまでなら躱せていたであろう自機と敵弾の位置関係でも、あっけなく被弾する。また、文字UFOを出現させる為の編隊全滅回数が、例外的に3となる。
「UFO軍団の出現位置はランダム」「ミスすると面の最初からやり直し」という基本仕様に上記が加わり、大変厳しい難度となる。
ゲームに慣れればレベル3（6面）までは順当にクリアできるが、レベル4は対策（敵弾の追尾範囲外へ逃げる・自機を動かし続け撹乱する・撃たれる前に撃つ）をしないと即座に詰む。ただし、この対策を以てしても被弾までの時間が延びるだけで、どちらかといえばランダム要素に左右される。クリア自体は不可能でないものの、実質的にゲームオーバー強制面である。
レベル4をクリアできれば、最低難度の9 - 10面が待っている。

## 派生作品
背景とBGMをキャプテン・ハーロックに変更したものが、「わが青春のアルカディア」として販売された。